# Piyusti
Piyusti ou Piyušti est un roi de Hattusha du XVIIe siècle av. J.-C. Il est mentionné dans le texte d’Anitta comme ayant été défait par Anitta à au moins deux reprises. Dans le deuxième combat, Piyusti et ses troupes auxiliaires furent vaincus devant la ville de Šalampa. Plus tard, Anitta a été en mesure de prendre d'assaut la ville de Hattusha, de nuit profitant de l’effet de surprise sur les défenseurs affaiblis par la famine. Anitta a totalement détruit et rasé la capitale hittite. Les rois hittites qui se sont succédé ensuite ont dû reconstruire complètement la ville.